# Бен-Элиэзер, Арье
Арье Бен-Элиэзер (ивр. אריה בן-אליעזר‎, при рождении Липа Юделевич Забровский; 16 декабря 1913 года, Вильна, Российская империя — 29 января 1970 года) — израильский политик, депутат кнессета первых семи созывов, сионист-ревизионист.

## Биография
Родился 16 декабря 1913 года в Вильне, Российская империя (сейчас Литва). Родители Юдель Забровский и Михля Шкупон (из местечка Жолудок Лидского уезда Виленской губернии) собирались уехать в США, но потом репатриировались в Палестину в 1920 году. В семье было десять детей, Липа был самым младшим.
Несмотря на то, что все старшие братья были членами «Хаганы», Арье тринадцатилетним подростком ступил в «Бейтар», участвовал в обороне Тель-Авива во время арабских беспорядков 1929 и 1936 годов. В 1933 году он арестован и находился в заключении на протяжении пяти недель по подозрению в причастности к деятельности организации «Брит ха-бирьоним».
После начала второй мировой войны «Иргун» направил Бен-Элиэзера в Соединённые Штаты, где он совместно с Гилелем Куком, Ари Жаботинским, Шмуэлем Мерлиным и Ицхаком Бен-Ами создал «Комитет по спасению евреев Европы» и «Комитет народного освобождения».
В 1943 году он вернулся в Палестину по делам «Комитета по спасению евреев Европы», встретился с Менахемом Бегиным и получил предложение войти в состав руководства «Иргуна», на которое Арье Бен-Элиэзер дал согласие. Через год после прибытия в страну Бен-Элиэзер был арестован британцами, вместе с ещё 251 человеком он был сослан в Асмэру (Эритрея). Представлял интересы заключённых перед британскими войсками. В январе 1947 года вместе с несколькими евреями бежал из ссылки, прибыл во Францию в мае того же года.
После провозглашения независимости Израиля вернулся в страну. Стал одним из основателей движения «Херут», был избран от него в кнессет 1-го созыва, получил места в финансовой комиссии и комиссии по экономике. Переизбирался в кнессет 2-го, 3-го, 4-го, 5-го, 6-го и 7-го созывов. Во время каденции кнессета 2-го созыва получил пост заместителя председателя кнессета, который сохранял до конца своего пребывания в кнессете.
В кнессет 2-го, 4-го и 5-го созывов работал в комиссии по иностранным делам и безопасности. В кнессете 6-го созыва работал в комиссии по труду.
Умер 29 января 1970 года, в кнессете его сменил Гидеон Пат.
Именем Арье Бен-Элиэзера названо израильское поселение на Западном Берегу реки Иордан Бейт-Арье. В его честь названа улица в Рамат-Гане.